# Micromus densimaculosus
Micromus densimaculosus är en insektsart som beskrevs av C.-k. Yang et al. 1995. Micromus densimaculosus ingår i släktet Micromus och familjen florsländor. Inga underarter finns listade i Catalogue of Life.